# Dottikon ES Holding
Die Dottikon ES Holding AG mit Produktionsstandort in Dottikon ist ein international tätiges Schweizer Unternehmen und auf chemische sicherheitskritische Reaktionen spezialisiert. Das Unternehmen ist Hersteller von Veredelungschemikalien, Zwischenprodukten und Exklusivwirkstoffen für die chemische, Biotech- und pharmazeutische Industrie. Dottikon ES beschäftigt mehr als 800 Mitarbeitende und erwirtschaftete im Geschäftsjahr 2024/25 einen Nettoumsatz von 385,2 Millionen Schweizer Franken und einen Reingewinn von 105,6 Millionen Schweizer Franken. Die Dottikon ES Holding ist an der Schweizer Börse SIX Swiss Exchange kotiert.

## Geschichte
Am 22. März 1913 wurde die sich in Gründung befindende Gesellschaft im von Walter Aebi ausgearbeiteten Gründungsprospekt an mögliche weitere Aktionäre angepriesen. Es fanden sich, nebst seinen Mitinitianten Robert Aebi und Willy Allendorff, genügend Interessenten, sodass die Statuten am 22. April 1913 in einer konstituierenden Generalversammlung verabschiedet werden konnten. An dieser Gründungsversammlung wurde Robert Aebi zum Präsidenten der Gesellschaft gewählt und seinem Bruder Walter als Delegierter des Verwaltungsrates die Oberaufsicht und Leitung der Fabrik übertragen. Willy Allendorff vertrat im Verwaltungsrat die Interessen der deutschen Firma A. & W. Allendorff, welche das Verfahren zur Herstellung des pulverisierten Sprengstoffs Aldorfit einbrachte, während der Hotelier Hermann Dettelbach aus Kandersteg die Wahrung der Interessen der außenstehenden Aktionäre übernahm. Das Unternehmen wurde am 29. Mai 1913 als Schweizerische Sprengstofffabrik AG (SSF) offiziell ins Handelsregister eingetragen.
Die Geschichte startete mit der Misch- und Verarbeitungsproduktion des pulverisierten Sprengstoffs Aldorfit für den Tunnelbau. Aufgrund des im Ersten Weltkrieg herrschenden Rohstoffmangels folgte darauf die erzwungene Rückwärtsintegration in die Destillation von Gaswerk-Teerabfällen zur Gewinnung von Toluol sowie dessen Nitrierung zu Trinitrotoluol (TNT) – mehrheitlich für die schweizerische Landesverteidigung. Nach dem Einbruch des militärischen Sprengstoffbedarfs in der Zwischenkriegszeit fand die Unternehmung mit dem Einstieg in die Produktion von gelatinierten Sprengstoffen aus Nitroglycerin für zivile Zwecke, der destillativen Aufreinigung von Aromatenisomeren zu hochreinen Produkten und der Vorwärtsintegration in die Herstellung von ersten chemischen Zwischenprodukten für die Farbstoffindustrie aus der Krise. Der Zweite Weltkrieg brachte zusätzliche neue Sprengstoffe, wie Hexogen und Nitropenta, für militärische und später auch zivile Zwecke. Doch nach dem Zweiten Weltkrieg versuchte man erfolglos mit Zivilsprengstoffen und Destillationsprodukten das wegfallende Geschäft von Bund und Schweizer Armee zu kompensieren. Es zeichnete sich ab, dass die SSF mit dem bestehenden Produktesortiment nicht überleben konnte. Ein Wechsel in der Ausrichtung hin zu höheren, mehrstufigen Zwischenprodukten für Agrochemikalien, Farbstoffe, Pharmaprodukte und Riechstoffe wurde über mehrere Jahre, unter Erweiterung der Kerntechnologien mit der katalytischen Hydrierung und Oxidation, sukzessive vorangetrieben. Es folgte schließlich eine fokussierte Vorwärtsintegration entlang der Wertschöpfungskette zu chemischen Endprodukten, insbesondere Pharmawirkstoffen.
Am 8. April 1969 ereignete sich in der Fabrik eines der größten Explosionsunglücke der Schweiz. 18 Menschen verloren dabei ihr Leben, 108 wurden zum Teil schwer verletzt. Die Druckwelle der Detonation beschädigte in Dottikon sowie in den umliegenden Gemeinden Dintikon, Hägglingen, Villmergen und Wohlen 1'300 Gebäude. In der Nitrierabteilung explodierte flüssiges Trinitrotoluol (TNT), womöglich aufgrund einer Fehlmanipulation. Die genaue Ursache der Katastrophe konnte allerdings nie ganz aufgeklärt werden. Das Unglück von 1969 war die vierte schwere Explosion in der Pulveri nach 1927 (mehrere Todesopfer), 1956 (zwei Todesopfer) und 1964 (drei Verletzte).
1987 wurde die Schweizerische Sprengstofffabrik AG von der Ems-Chemie Holding AG übernommen und 1990 in Ems-Dottikon AG umbenannt.
Durch einen Spin-off wurde das in Dottikon Exclusive Synthesis AG umbenannte Unternehmen unter dem Dach der Dottikon ES Holding AG im März 2005 wieder verselbstständigt und durch einen IPO an die Börse gebracht.